# Sophron
Sophron de Syracuse (Σώφρων) est un poète grec sicéliote, auteur de mimes (mimographe), florissant autour de 430 av. J.-C. en Sicile.
Sophron est l'auteur de dialogues prosaïques rythmés, en dorien, mettant en scène des hommes ou des femmes jouant souvent avec humour des scénettes de la vie des Grecs de Sicile. Ces scénettes étaient destinées à être lues en public sans masque. Les dialogues composés en style familier sont empreints d'expressions du discours parlé, de parodies, de proverbes et de situations comiques.
Platon a fait connaître Sophron aux Athéniens; selon la Souda, il ne se séparait pas de ces dialogues, même la nuit. Théocrite s'en est inspiré, ainsi que Perse. Apollodore d'Athènes en a écrit des commentaires.
Il ne subsiste que quelques fragments de ses œuvres (certains découverts sur papyrus par Girolamo Vitelli, comme Les femmes qui affirment chasser la déesse Hécate, ou Les guérisseuses) dont quelques titres nous sont parvenus, comme Le pêcheur de thon, La Belle-mère, Les cantonniers, Le Messager, L'Entremetteur, Les incantations à la lune, Le Paysan, etc.
Il est certain que l'art de Sophron ne tendait pas à la caricature ou à la bouffonnerie, au comique pour le comique, mais plutôt à un réalisme sincère. La tendance simplement satirique est donc à exclure.
Son fils Xénarque était aussi auteur de mimes, mais tournés vers la politique.